# Schaatsen op de Aziatische Winterspelen 1990
Schaatsen was een onderdeel van de Aziatische Winterspelen 1990 in Japan.
De wedstrijden werden gehouden tussen 10 en 13 maart op de ijsbaan Makomanai Skating Centre in Sapporo.
Er stonden negen onderdelen op de agenda; voor de mannen de 500, 1000, 1500, 5000 en 10.000 meter; voor de vrouwen waren het de 500, 1000, 1500 en 3000 meter.
De regel dat maar twee tijden per land geldig waren was afgeschaft.

## Medailles
| Rang | Land        | Goud | Zilver | Brons | Totaal |
| ---- | ----------- | ---- | ------ | ----- | ------ |
| 1    | Japan       | 6    | 3      | 4     | 13     |
| 2    | Zuid-Korea  | 2    | 1      | 3     | 6      |
| 3    | China       | 1    | 5      | 2     | 8      |
| 4    | Noord-Korea | 0    | 0      | 1     | 1      |

## Mannen

### 500 meter
| Plaats | Atleet            | Land       | Tijd  |
| ------ | ----------------- | ---------- | ----- |
| Goud   | Song Chen         | China      | 38,14 |
| Zilver | Bae Ki-tae        | Zuid-Korea | 38,21 |
| Brons  | Hozumi Moriyama   | Japan      | 38,34 |
| Brons  | Yasushi Kuroiwa   | Japan      | 38,34 |
| 5      | Yasunori Miyabe   | Japan      | 38,43 |
| 6      | Jaegal Seong-yeol | Zuid-Korea | 38,49 |

### 1000 meter
| Plaats | Atleet            | Land       | Tijd    |
| ------ | ----------------- | ---------- | ------- |
| Goud   | Bae Ki-tae        | Zuid-Korea | 1.15,43 |
| Zilver | Song Chen         | China      | 1.16,94 |
| Brons  | Hozumi Moriyama   | Japan      | 1.17,05 |
| 4      | Toshiyuki Kuroiwa | Japan      | 1.17,98 |
| 5      | Yasushi Kuroiwa   | Japan      | 1.18,14 |
| 6      | Mutsuhiro Sato    | Japan      | 1.18,34 |

### 1500 meter
| Plaats | Atleet            | Land        | Tijd    |
| ------ | ----------------- | ----------- | ------- |
| Goud   | Bae Ki-tae        | Zuid-Korea  | 2.00,48 |
| Zilver | Toru Aoyanagi     | Japan       | 2.00,70 |
| Brons  | Lee Lin-hoon      | Zuid-Korea  | 2.01,46 |
| 4      | Liu Yanfei        | China       | 2.01,80 |
| 5      | Toshiyuki Kuroiwa | Japan       | 2.02,23 |
| 6      | Liu Wei           | China       | 2.02,45 |
| 6      | Choi In-chol      | Noord-Korea | 2.02,45 |

### 5000 meter
| Plaats | Atleet            | Land       | Tijd    |
| ------ | ----------------- | ---------- | ------- |
| Goud   | Kazuhiro Sato     | Japan      | 7.16,98 |
| Zilver | Lu Shuhai         | China      | 7.22,61 |
| Brons  | Oh Yeong-seok     | Zuid-Korea | 7.22,66 |
| 4      | Naoki Kotake      | Japan      | 7.23,36 |
| 5      | Hidehiko Ichikawa | Japan      | 7.25,22 |
| 6      | Toru Aoyanagi     | Japan      | 7.25,27 |

### 10.000 meter
| Plaats | Atleet            | Land       | Tijd     |
| ------ | ----------------- | ---------- | -------- |
| Goud   | Kazuhiro Sato     | Japan      | 16.03,63 |
| Zilver | Lu Shuhai         | China      | 16.15,38 |
| Brons  | Toru Aoyanagi     | Japan      | 16.17,71 |
| 4      | Naoki Kotake      | Japan      | 16.23,98 |
| 5      | Hidehiko Ichikawa | Japan      | 16.26,67 |
| 6      | Lee Lin-hoon      | Zuid-Korea | 16.35,72 |

## Vrouwen

### 500 meter
| Plaats | Atleet          | Land       | Tijd  |
| ------ | --------------- | ---------- | ----- |
| Goud   | Seiko Hashimoto | Japan      | 41,85 |
| Zilver | Kyoko Shimazaki | Japan      | 42,08 |
| Brons  | Yoo Seon-hee    | Zuid-Korea | 42,22 |
| 4      | Ye Qiaobo       | China      | 42,31 |
| 5      | Xue Ruihong     | China      | 42,34 |
| 6      | Wang Xiuli      | China      | 42,44 |

### 1000 meter
| Plaats | Atleet          | Land       | Tijd    |
| ------ | --------------- | ---------- | ------- |
| Goud   | Seiko Hashimoto | Japan      | 1.24,46 |
| Zilver | Ye Qiaobo       | China      | 1.25,43 |
| Brons  | Wang Xiuli      | China      | 1.25,65 |
| 4      | Kyoko Shimazaki | Japan      | 1.25,90 |
| 5      | Xue Ruihong     | China      | 1.25,91 |
| 6      | Yoo Seon-hee    | Zuid-Korea | 1.26,11 |

### 1500 meter
| Plaats | Atleet          | Land        | Tijd    |
| ------ | --------------- | ----------- | ------- |
| Goud   | Seiko Hashimoto | Japan       | 2.11,23 |
| Zilver | Wang Xiuli      | China       | 2.13,05 |
| Brons  | Chong Chang-suk | Noord-Korea | 2.14,22 |
| 4      | Chieko Yoda     | Japan       | 2.14,37 |
| 5      | Natsue Seki     | Japan       | 2.15,58 |
| 6      | Hong Ok-nam     | Noord-Korea | 2.15,75 |

### 3000 meter
| Plaats | Atleet          | Land        | Tijd    |
| ------ | --------------- | ----------- | ------- |
| Goud   | Seiko Hashimoto | Japan       | 4.39,05 |
| Zilver | Natsue Seki     | Japan       | 4.43,62 |
| Brons  | Zhang Qing      | China       | 4.44,67 |
| 4      | Hiromi Yamamoto | Japan       | 4.45,89 |
| 5      | Lee Gang-ok     | Noord-Korea | 4.50,35 |
| 6      | Wang Xiaoyan    | China       | 4.52,28 |

1986 Sapporo · 
1990 Sapporo · 
1996 Harbin · 
1999 Gangwon-do · 
2003 Aomori · 
2007 Changchun · 
2011 Astana · 
2017 Sapporo · 
2025 Harbin